# Huka Falls

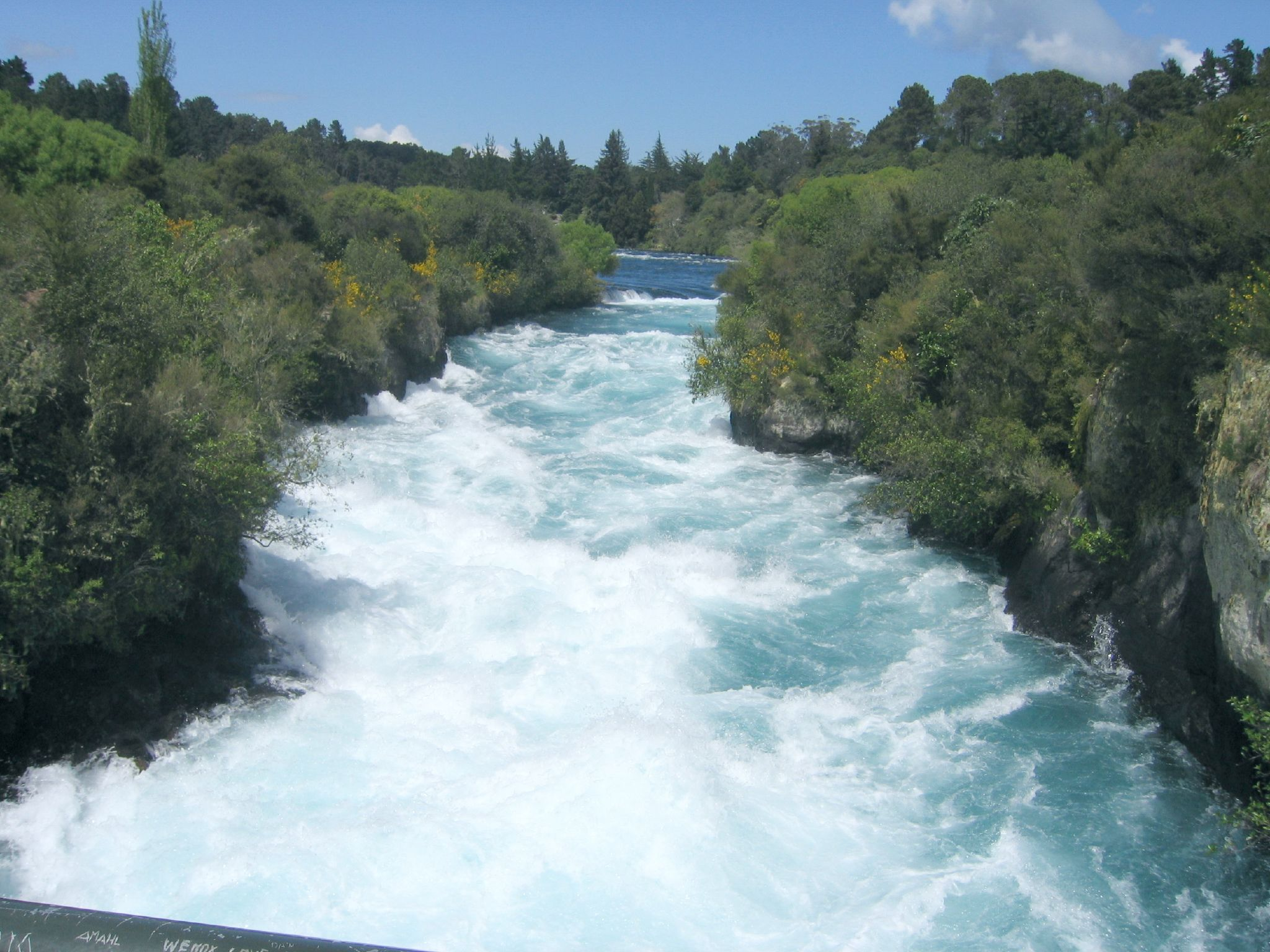
Die Stromschnelle der Huka Falls, Blick flussaufwärts von einer Brücke aus

Die Huka Falls sind Wasserfälle des Waikato River im Taupō District der Region Waikato auf der Nordinsel von Neuseeland.

## Geographie
Die Huka Falls befinden sich rund 3,5 km nördlich der Stadt Taupō und 6,8 km flussabwärts vom Lake Taupō entfernt.

## Beschreibung
Die Wasserfälle bestehen aus zwei Kaskaden mit einer 235 m langen dazwischen liegenden Stromschnelle, in der der Waikato River von einer Breite von zuvor rund 100 m in einer Schlucht auf 15 m verengt wird. Die Wassertiefe beträgt in der Schlucht rund 10 m. Beginnend von der ersten Kaskade, die knapp einen Meter beträgt, schießt das Wasser in der Stromschnelle über einen Höhenunterschied von 8 m zu Tal, bevor es in der zweiten Kaskade über 11 m fällt. Bei einem durchschnittlichen Wasserdurchsatz von rund 220 m3/s variiert der Durchfluss je nach Wasserstand des Waikato River zwischen 32 und 270 m3/s.

## Tourismus
Die Huka Falls sind von der Stadt Taupō aus über die Huka Falls Road zu erreichen. Ein Parkplatz befindet sich gleich neben einer Brücke, die in etwa der Mitte der Schlucht die Stromschnelle überquert und von der aus auf der östlichen Seite ein Wanderweg zu einem Aussichtspunkt östlich des unteren Wasserfalls führt.
Eine Touristenattraktion ist auch die Fahrt mit einem Jetboot bis kurz unterhalb des unteren Wasserfalls.

## Erstbefahrung der Fälle
Die Wasserfälle galten lange als unbefahrbar, doch im Jahre 1981 waren die Kajakfahrer Greg Oke und Nick Kerkham bei einem niedrigen Wasserstand erstmals erfolgreich.